# Bailón Becerra
Bailón Becerra (nascido em 15 de junho de 1966) é um ex-ciclista boliviano.

## Olimpíadas
Participou, representando a Bolívia, dos Jogos Olímpicos de Verão de 1988 em Seul, onde disputou três provas do ciclismo de pista.